# Singleton, Western Australia
Singleton är en förort till Perth i Australien. Den ligger i kommunen Rockingham och delstaten Western Australia, omkring 56 kilometer söder om centrala Perth.
Runt Singleton är det ganska tätbefolkat, med 104 invånare per kvadratkilometer.. Närmaste större samhälle är Rockingham, omkring 19 kilometer norr om Singleton. 
Trakten runt Singleton består till största delen av jordbruksmark. Genomsnittlig årsnederbörd är 1 018 millimeter. Den regnigaste månaden är maj, med i genomsnitt 176 mm nederbörd, och den torraste är februari, med 9 mm nederbörd.